# Károly Ferenczy

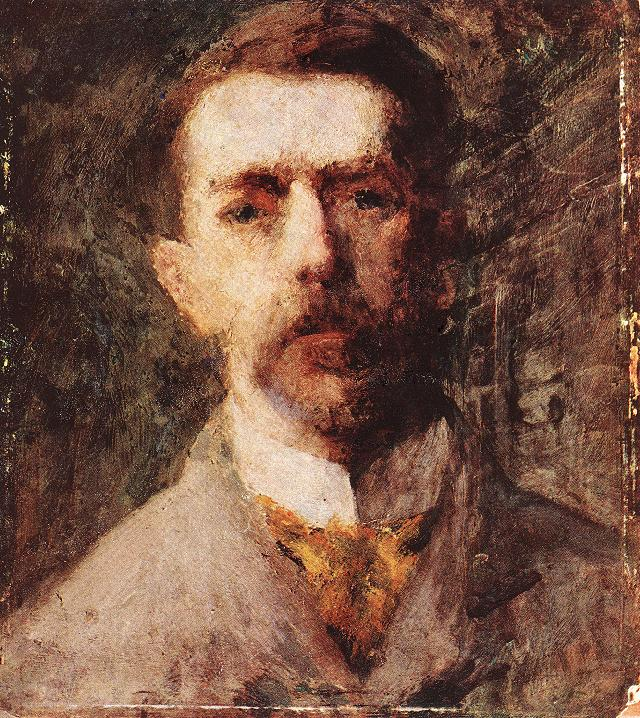
Károly Ferenczy: Selbstporträt (1910)

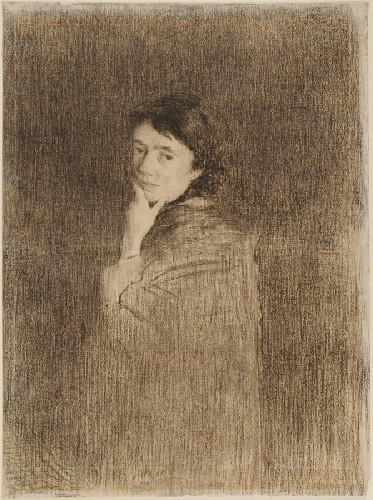
Károly Ferenczy: Olga Fialka (1894)

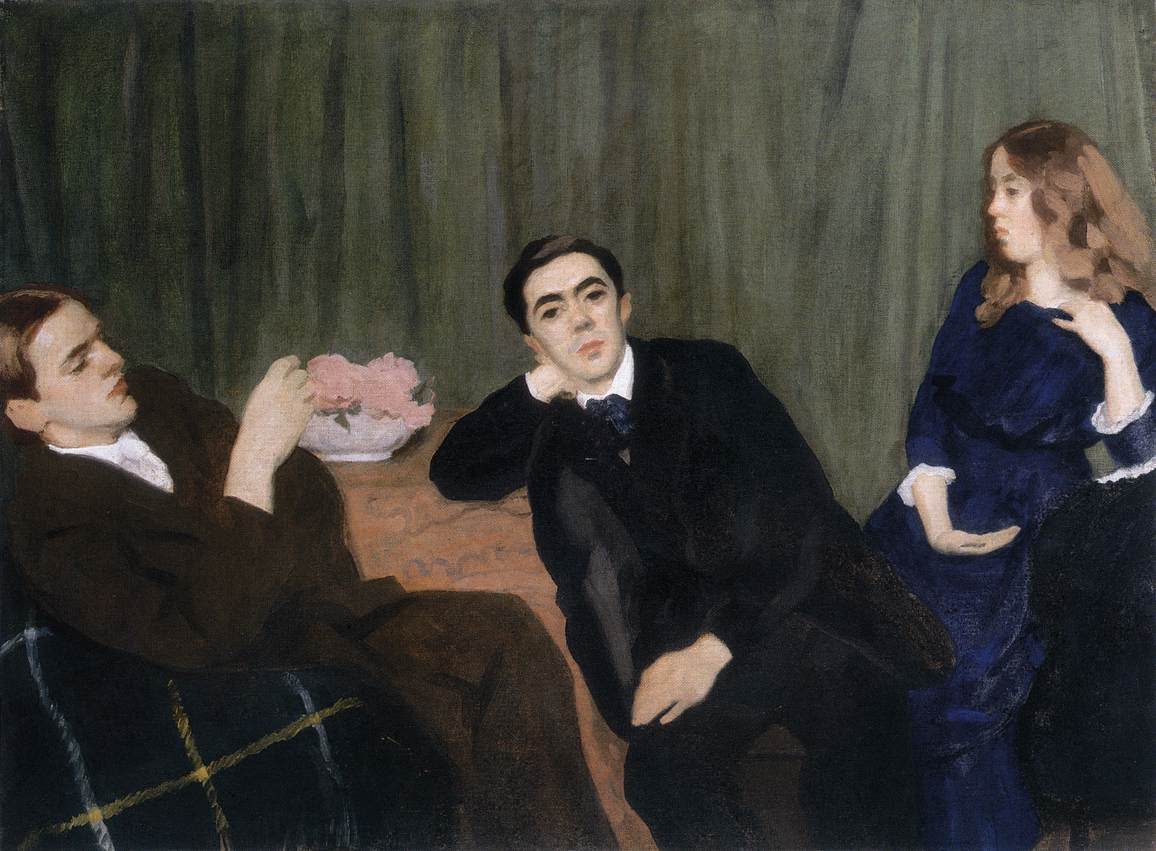
Károly Ferenczy: Noémi Ferenczy, Valér Ferenczy, Béni Ferenczy (1911) [von rechts]

Károly Ferenczy (geboren 8. Februar 1862 in Wien, Kaisertum Österreich als Carl Freund; gestorben 18. März 1917 in Budapest, Österreich-Ungarn) war ein ungarischer Maler des Impressionismus.

## Werdegang
Carl Freund war ein Sohn der Ida Graenzenstein und des österreichischen Eisenbahnbaubeamten Karel Freund, der mit der Baugesellschaft nach Budapest zog, dort geadelt wurde und den Familiennamen zu Ferenczy magyarisierte. Károly Ferenczy besuchte die Knaben-Erziehungs-Anstalt Friedrich Lähne in Ödenburg und begann zunächst in Wien ein Jurastudium, besuchte dann die wirtschaftswissenschaftliche Fakultät der Universität Wien und wandte sich dann auf Anraten seiner Cousine und späteren Frau Olga von Fialka der Kunst zu. Er schrieb sich 1885 an der Kunstakademie Neapel (Accad. di Belle Arti) ein, wechselte jedoch im darauffolgenden Jahr nach München, wo er unter anderem mit István Csók und Simon Hollósy in Kontakt kam. Er verbrachte die Jahre 1887 bis 1889 an der Académie Julian in Paris. Jules Bastien-Lepage war sein größter Einfluss und er schuf seine damals ersten Bilder im Stil des französischen Spätnaturalismus.
Die darauffolgenden Jahre schloss sich Ferenczy einer Künstlerkolonie in Szentendre an, ging jedoch 1893 wieder nach München, und vertiefte seine Verbindungen mit S. Hollósy und dessen Freunden. 1896 entschloss man sich zusammen in Nagybánya (Frauenbach) niederzulassen und eine Künstler-Kolonie zu gründen und eine eigene Schule zu eröffnen. Ferenczy wurde einer der führenden Künstler und Lehrer der Kolonie.
Nach einer erfolgreichen Ausstellung in Budapest im Jahre 1906 erhielt er eine Professur an der Ungarischen Akademie der Bildenden Künste und von da an verbrachte er nur mehr die Sommermonate in Nagybánya. 1907 wurde er eines der Gründungsmitglieder der MIÉNK.
Károly Ferenczy war mit der Malerin Olga Fialka  verheiratet, die ihren Beruf für die Ehe aufgab. Sie hatten die Kinder Valér (Radierer), Béni (Bildhauer) und dessen Zwillingsschwester Noémi (Bildwirkerin). Sohn Valér schrieb 1925 eine Biografie des Vaters, für die er 1935 den Baumgarten-Preis erhielt.

## Nachleben
In Szentendre wurde 1951 das Károly-Ferenczy-Museum eingerichtet, das neben Werken des Vaters und der Mutter auch Werke der drei Kinder zeigt und die Nachlässe verwahrt.

## Werke (Auswahl)

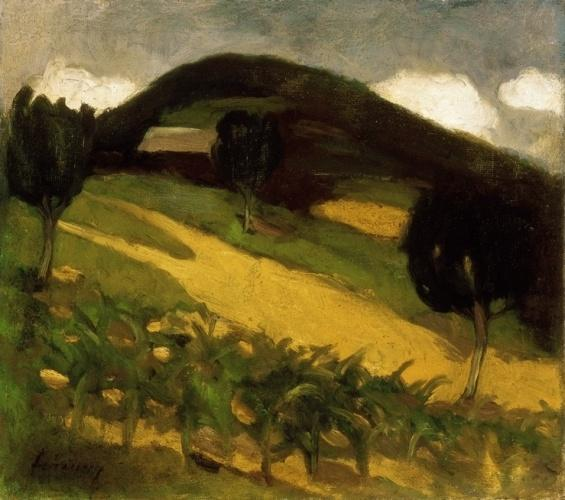
Landschaft in Nagybánya
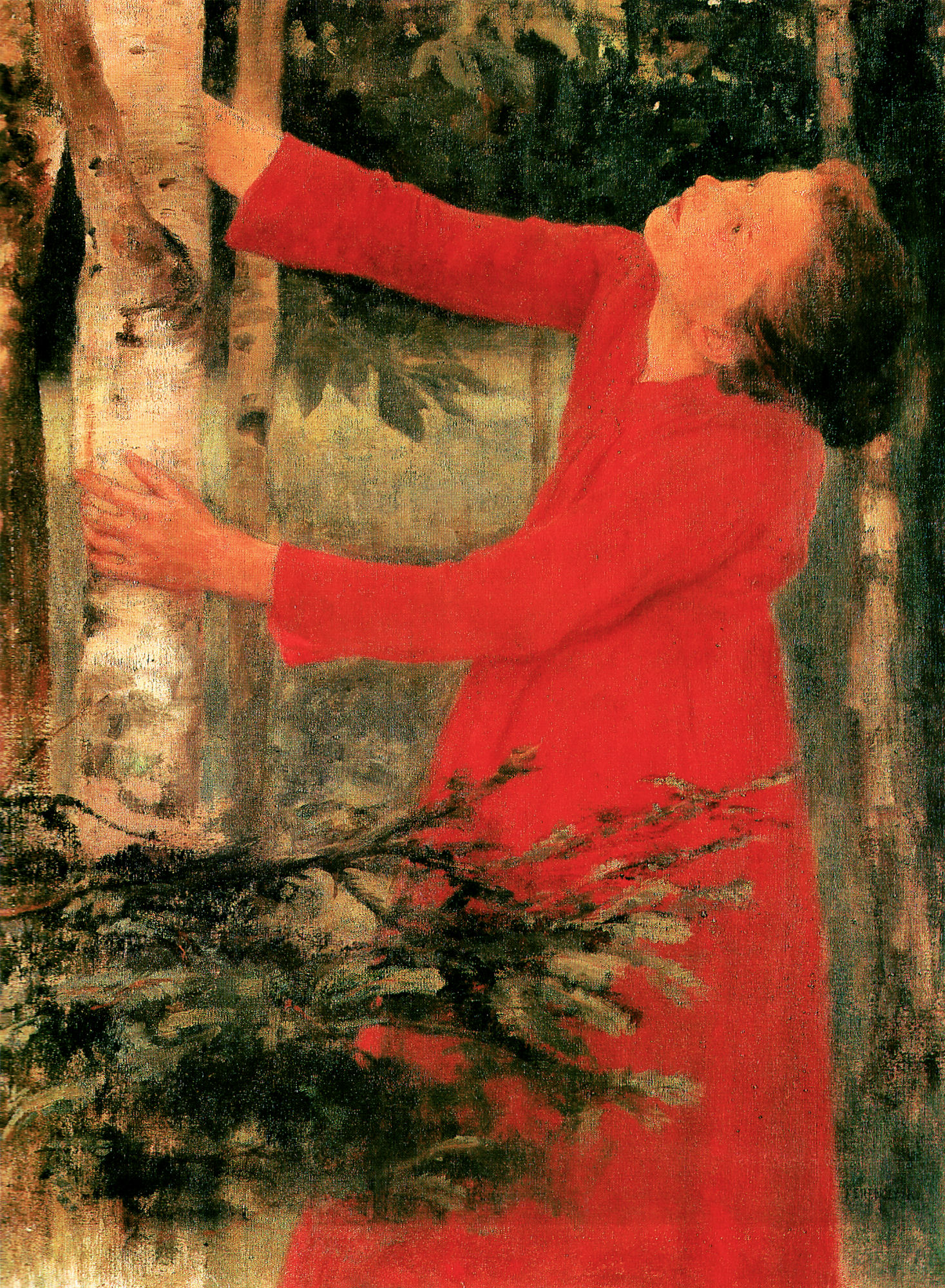
„Vogellied“ (1893), Öl auf Leinwand, 108 cm × 77,5 cm, Ungarische Nationalgalerie
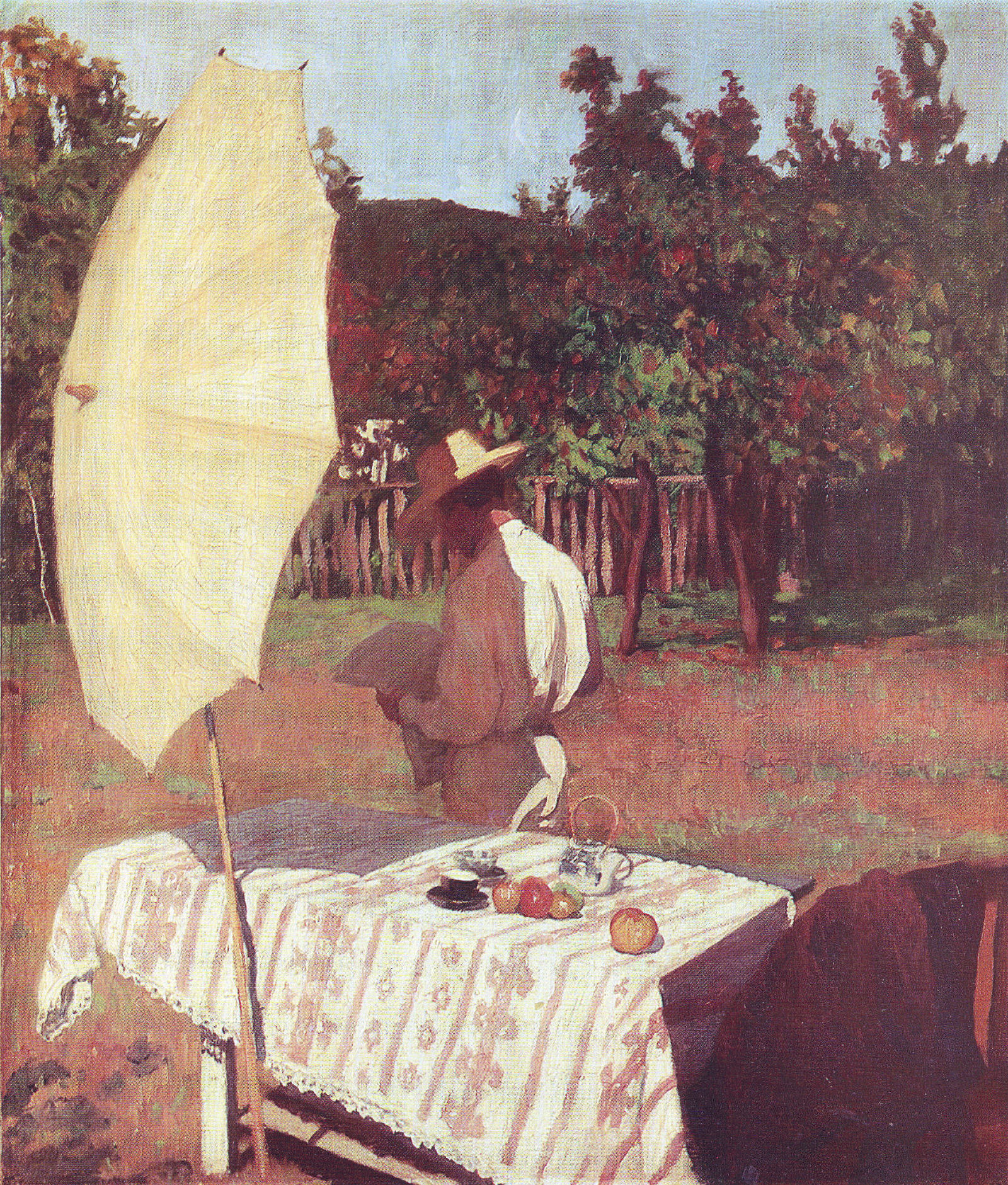
„Oktober“ (1903), Öl auf Leinwand, 125 cm × 107 cm, Ungarische Nationalgalerie
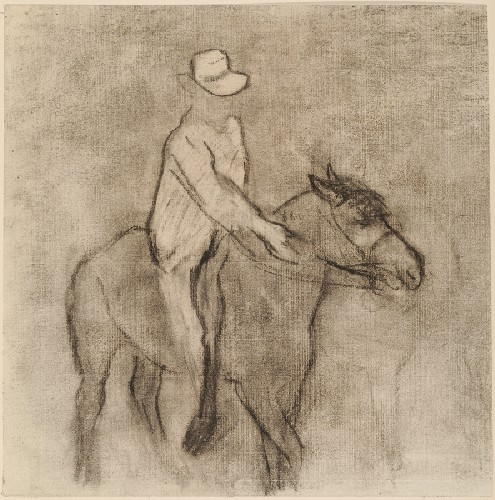
„Reiter“ (1905), Kohle auf Leinwand, 37,5 cm × 37,5 cm, Ungarische Nationalgalerie
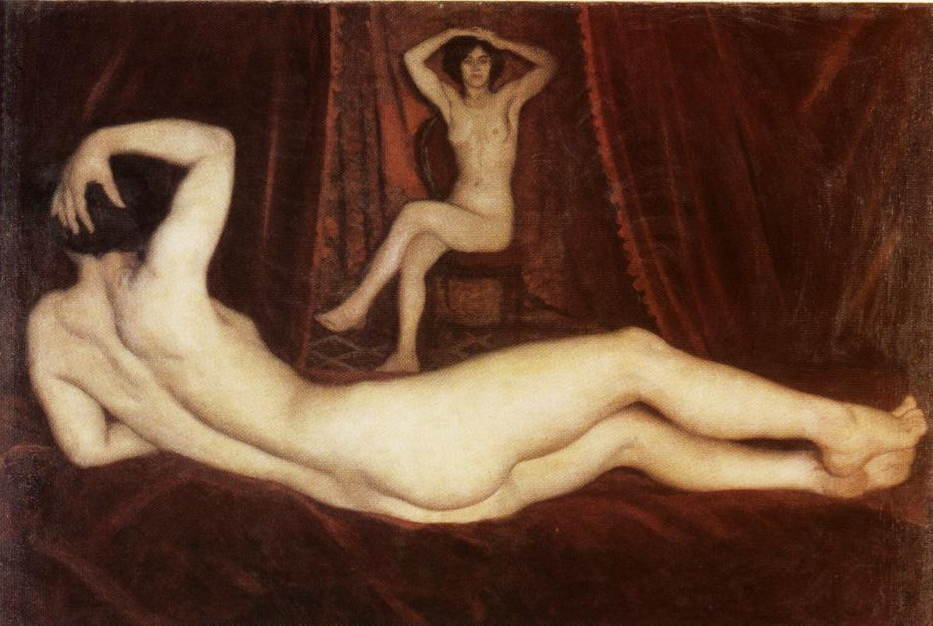
Ciganylany (1916)